# The Strain (serial)
The Strain este un serial american dramatic cu vampiri de groază care a avut premiera pe canalul TV FX la  13 iulie 2014. Este creat de Guillermo del Toro și Chuck Hogan pe baza trilogiei omonime a acestora de romane de groază. Del Toro și Hogan au scris scenariul episodului pilot, "Night Zero", pe care del Toro l-a și regizat. Un contract pentru un prim sezon format din 13 episoade a fost semnat la 19 noiembrie 2013. Episodul pilot a avut premiera la Festivalul ATX Television din Austin, Texas, la începutul lunii iunie 2014. Al treilea episod, "Gone Smooth", a avut premiera la SDCC 2014  la  25 iulie.
La 6 august 2014, FX a reînnoit serialul The Strain cu un al doilea sezon format tot din 13 episoade, producția acestuia urmând să înceapă în noiembrie 2014.

## Prezentare
Un avion aterizează la Aeroportul Internațional John F. Kennedy din New York cu luminile stinse și cu ușile închise. Epidemiologul Dr. Efraim Goodweather (Corey Stoll) și echipa sa sunt trimiși pentru a investiga. La bordul avionului aceștia descoperă 206 cadavre și patru supraviețuitori. Situația se deteriorează rapid atunci când toate cadavrele dispar de la morgă. Goodweather și un mic grup de ajutoare ajung să se lupte pentru a proteja nu numai pe cei dragi lor dar și întregul oraș de o veche amenințare a omenirii.

## Distribuție și personaje

### Principale
- Corey Stoll ca Dr. Ephraim "Eph" Goodweather, șeful echipei CDC Canary din New York City.[8]
- David Bradley ca Profesor Abraham Setrakian,  un supraviețuitor al Holocaustului transformat în  proprietarul unui amanet din  New York. Jim Watson îl interpretează pe Setrakian la tinerețe (în flashback-uri).[9]
- Mía Maestro ca Dr. Nora Martinez, un membru al echipei CDC Canary și cel mai apropiat aliat al lui  Ephraim.[10]
- Kevin Durand ca Vasiliy Fet, un exterminator solitar de șobolani; este de origine ucraineană.[11]
- Jonathan Hyde ca Eldritch Palmer,  un miliardar bătrân și invalid care vrea să obțină nemurirea.[12]
- Richard Sammel ca Thomas Eichhorst, un acolit nemort al Stăpânului, care a mai avut de-a face cu Setrakian. În fosta sa viață, Eichhorst a fost un comandant nazist al lagărului de exterminare Treblinka din Polonia.[12]
- Sean Astin ca Jim Kent, un administrator CDC care lucrează cu Goodweather și Martinez. (sezonul 1)[13]
- Jack Kesy ca Gabriel Bolivar, un star rock afemeiat, cu apetit pentru consumul de droguri și unul dintre puținii supraviețuitori   din avion.[14]
- Natalie Brown ca Kelly Goodweather, soția înstrăinată a lui Ephraim.[15]
- Miguel Gómez ca Augustin "Gus" Elizalde, un proaspăt ieșit din închisoarea pentru minori.[16]
- Ben Hyland ca Zachary "Zach"/"Zack" Goodweather, fiul lui Ephraim și al soției sale înstrăinate Kelly.[17]

### Secundare
- Pedro Miguel Arce ca Felix, prietenul lui Gus. (sezonul 1)
- Adriana Barraza ca Guadalupe Elizalde, mama lui Crispin și Gus.
- Anne Betancourt ca Mariela Martinez, mama Norei care suferă de demență.
- Francis Capra - Crispin Elizalde, fratele lui Gus, care este un artist care caută mereu o modalitate ușoară de a se descurca și de a face profit. (sezonul 1)[18]
- Roger Cross ca domnul Fitzwilliams, îngrijitor și șef al securității lui Palmer.[19]
- Ruta Gedmintas ca Dutch Velders,  un hacker pe internet angajat de Palmer.
- Jayden Greig ca Keene Luss, fiul avocatul Joan Luss.
- Leslie Hope ca Joan Luss, un avocat și unul dintre puținii supraviețuitori din avion. (sezonul 1)[20]
- Daniel Kash ca Dr. Everett Barnes, directorul CDC.
- Regina King ca Ruby Wain, omul lui Bolivar și manager.[21]
- Robert Maillet ca Stăpânul, un vampir străvechi.[18] Vocea personajului este interpetată de Robin Atkin Downes.[22]
- Steven McCarthy ca Gary Arnot, tatăl unui pasager decedat în timpul zborului. (sezonul 1)
- Stephen McHattie ca domnul Quinlan, un vânător de vampiri misterios, la rândul său este vampir.
- Melanie Merkosky ca Sylvia Kent, soția bolnavă de cancer a lui Jim Kent.[21]
- Drew Nelson ca Matt Sayles, iubitul lui Kelly Goodweather. (sezonul 1)[23]
- Chloe O'Malley ca Audrey Luss, fiica avocatului Joan Luss.
- Alex Paxton-Beesley ca  Ann-Marie Barbour, soția lui Ansel. (sezonul 1)
- Jonathan Potts - Cpt. Doyle Redfern, pilot avionului și unul dintre puținii supraviețuitori. (sezonul 1)
- Kim Roberts ca Neeva, bona și menajera angajată de Joan Luss.
- Nikolai Witschl ca Ansel Barbour, unul dintre puținii supraviețuitori din avion. (sezonul 1)

## Episoade
| Sezonul | Sezonul | Episoade | Premiera           | Premiera            | Lansare DVD și Blu-ray | Lansare DVD și Blu-ray | Lansare DVD și Blu-ray |
| Sezonul | Sezonul | Episoade | Premiera sezonului | Sfârșitul sezonului | Regiunea 1             | Regiunea 2             | Regiunea 4             |
| ------- | ------- | -------- | ------------------ | ------------------- | ---------------------- | ---------------------- | ---------------------- |
|         | 1       | 13       | 13 iulie 2014      | 5 octombrie 2014    | 2 decembrie 2014       | TBA                    | TBA                    |
|         | 2       | 13       | Vara 2015          | TBA                 | TBA                    | TBA                    | TBA                    |

### Sezonul 1 (2014)
| Nr. în serial | Nr. în sezon | Titlu                    | Regia              | Scenariu                                         | Premiera TV        | Cod producție | Premiera TV |
| ------------- | ------------ | ------------------------ | ------------------ | ------------------------------------------------ | ------------------ | ------------- | ----------- |
| 1             | 1            | „Night Zero”             | Guillermo del Toro | Guillermo del Toro & Chuck Hogan                 | 13 iulie 2014      | XSN01001      | 2.99        |
| 2             | 2            | „The Box”                | David Semel        | David Weddle & Bradley Thompson                  | 20 iulie 2014      | XSN01002      | 2.12        |
| 3             | 3            | „Gone Smooth”            | David Semel        | Chuck Hogan                                      | 27 iulie 2014      | XSN01003      | 2.30        |
| 4             | 4            | „It's Not for Everyone”  | Keith Gordon       | Regina Corrado                                   | 3 august 2014      | XSN01004      | 2.27        |
| 5             | 5            | „Runaways”               | Peter Weller       | Gennifer Hutchison                               | 10 august 2014     | XSN01005      | 2.03        |
| 6             | 6            | „Occultation”            | Peter Weller       | Justin Britt-Gibson                              | 17 august 2014     | XSN01006      | 2.28        |
| 7             | 7            | „For Services Rendered”  | Charlotte Sieling  | David Weddle & Bradley Thompson                  | 24 august 2014     | XSN01007      | 2.43        |
| 8             | 8            | „Creatures of the Night” | Guy Ferland        | Chuck Hogan                                      | 31 august 2014     | XSN01008      | 1.91        |
| 9             | 9            | „The Disappeared”        | Charlotte Sieling  | Regina Corrado                                   | 7 septembrie 2014  | XSN01009      | 1.87        |
| 10            | 10           | „Loved Ones”             | John Dahl          | Gennifer Hutchison                               | 14 septembrie 2014 | XSN01010      | 2.22        |
| 11            | 11           | „The Third Rail”         | Deran Sarafian     | Justin Britt-Gibson & Chuck Hogan                | 21 septembrie 2014 | XSN01011      | 2.28        |
| 12            | 12           | „Last Rites”             | Peter Weller       | Carlton Cuse and David Weddle & Bradley Thompson | 28 septembrie 2014 | XSN01012      | TBA         |
| 13            | 13           | „The Master”             | Phil Abraham       | Carlton Cuse & Chuck Hogan                       | 5 octombrie 2014   | XSN01013      | TBA         |

## Legături externe
- Site web oficial
- The Strain la Internet Movie Database